# Церква святого Олександра Невського у Сулимівці
Це́рква Св. Олекса́ндра Не́вського— домовий православний храм у Києві, у будинку Сулимівського благодійного закладу, збудований у 1866 та 1868 роках і втрачений 1928 року. Розташовувалася у будинку № 16 по вул. Лютеранській.

## Історія
Домову церкву у б будинку Сулимівського благодійного закладу було освячено у серпні 1866 року. Та пожежа, що сталася у лютому 1868 року, пошкодила будинок і церкву.
Архітектор М. Іконніков відновив церкву, спорудив над нею баню. Освятили церкву 17 вересня 1868 р. Церква розташовувалася у лівій частині будівлі, увінчувалася гранчастим завершенням.
1885 року коштом М. Дегтярьова завершення було реконструйовано. Поруч із двоярусним храмом була дерев'яна дзвіниця.
У серпні 1920 року, вже опісля закриття благодійного закладу, храм став парафіяльним.
1928 року храм було закрито, завершення розібрано.

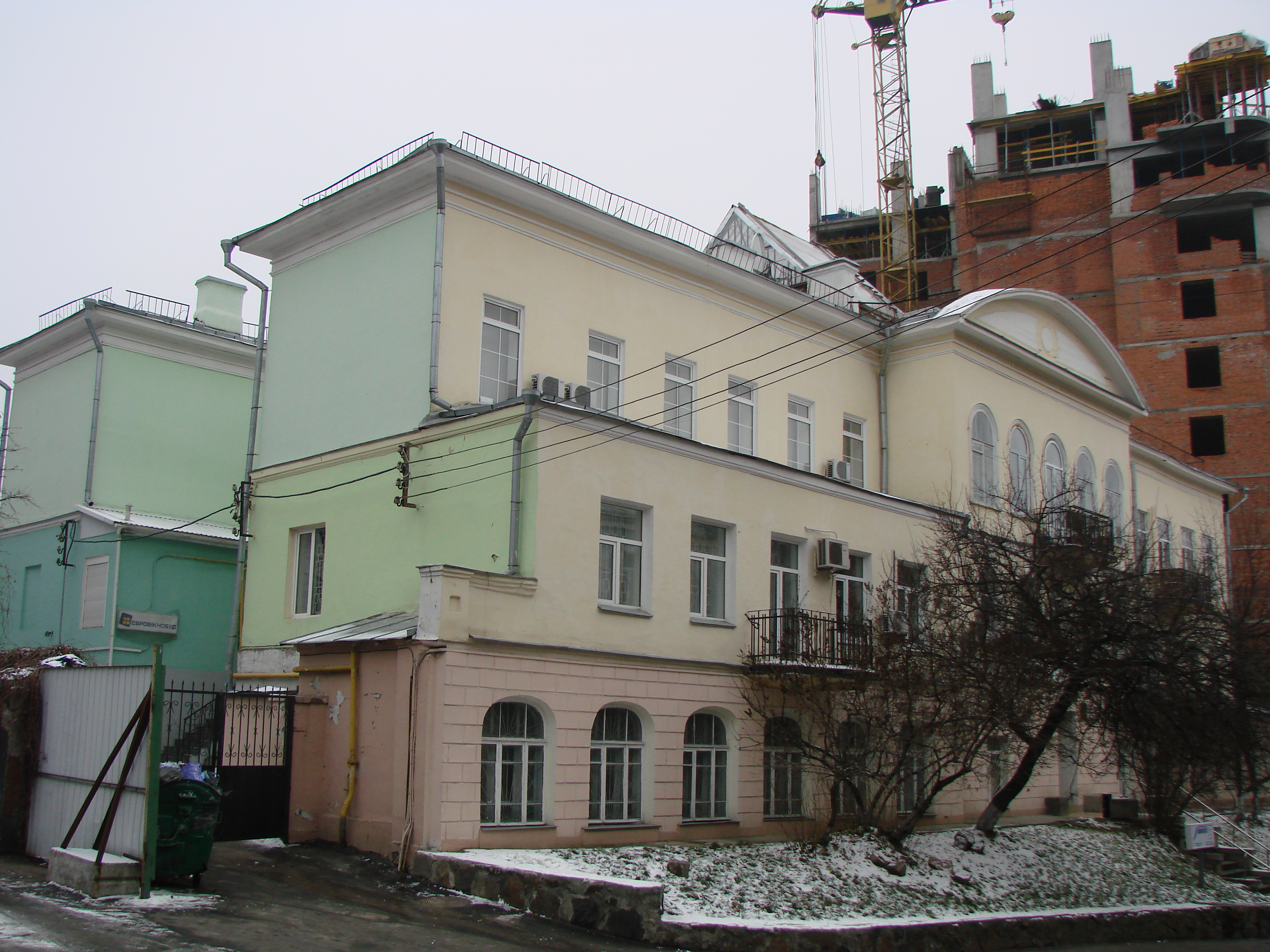
Сучасний вигляд «Сулимівки»